# Distrito de Niort
El distrito de Niort es un distrito (en francés arrondissement) de Francia, que se localiza en el departamento de Deux-Sèvres, de la región de Poitou-Charentes. Cuenta con 18 cantones y 166 comunas.

## División territorial

### Cantones
Los cantones del distrito de Niort son:
1. Cantón de Beauvoir-sur-Niort
2. Cantón de Brioux-sur-Boutonne
3. Cantón de Celles-sur-Belle
4. Cantón de Champdeniers-Saint-Denis
5. Cantón de Chef-Boutonne
6. Cantón de Coulonges-sur-l'Autize
7. Cantón de Frontenay-Rohan-Rohan
8. Cantón de Lezay
9. Cantón de Mauzé-sur-le-Mignon
10. Cantón de Melle
11. Cantón de La Mothe-Saint-Héray
12. Cantón de Niort-Est
13. Cantón de Niort-Nord
14. Cantón de Niort-Ouest
15. Cantón de Prahecq
16. Cantón de Saint-Maixent-l'École-1
17. Cantón de Saint-Maixent-l'École-2
18. Cantón de Sauzé-Vaussais

### Comunas
| 1. Aiffres (79003)                     | 2. Aigonnay (79004)                        | 3. Les Alleuds (79006)                           | 4. Amuré (79009)                      |
| 5. Ardilleux (79011)                   | 6. Ardin (79012)                           | 7. Arçais (79010)                                | 8. Asnières-en-Poitou (79015)         |
| 9. Aubigné (79018)                     | 10. Augé (79020)                           | 11. Avon (79023)                                 | 12. Azay-le-Brûlé (79024)             |
| 13. La Bataille (79027)                | 14. Beaussais (79030)                      | 15. Beauvoir-sur-Niort (79031)                   | 16. Belleville (79033)                |
| 17. Bessines (79034)                   | 18. Le Beugnon (79035)                     | 19. Boisserolles (79039)                         | 20. Bougon (79042)                    |
| 21. Bouin (79045)                      | 22. Le Bourdet (79046)                     | 23. Brieuil-sur-Chizé (79055)                    | 24. Brioux-sur-Boutonne (79057)       |
| 25. Brûlain (79058)                    | 26. Le Busseau (79059)                     | 27. Béceleuf (79032)                             | 28. Caunay (79060)                    |
| 29. Celles-sur-Belle (79061)           | 30. Chail (79064)                          | 31. Champdeniers-Saint-Denis (79066)             | 32. La Chapelle-Bâton (79070)         |
| 33. La Chapelle-Pouilloux (79074)      | 34. La Chapelle-Thireuil (79077)           | 35. Chauray (79081)                              | 36. Chef-Boutonne (79083)             |
| 37. Chenay (79084)                     | 38. Cherveux (79086)                       | 39. Chey (79087)                                 | 40. Chizé (79090)                     |
| 41. Chérigné (79085)                   | 42. Clussais-la-Pommeraie (79095)          | 43. La Couarde (79098)                           | 44. Coulon (79100)                    |
| 45. Coulonges-sur-l'Autize (79101)     | 46. Cours (79104)                          | 47. Couture-d'Argenson (79106)                   | 48. La Crèche (79048)                 |
| 49. Crézières (79107)                  | 50. Ensigné (79111)                        | 51. Exireuil (79114)                             | 52. Exoudun (79115)                   |
| 53. Faye-sur-Ardin (79117)             | 54. Fenioux (79119)                        | 55. Fontenille-Saint-Martin-d'Entraigues (79122) | 56. Fors (79125)                      |
| 57. Les Fosses (79126)                 | 58. La Foye-Monjault (79127)               | 59. François (79128)                             | 60. Fressines (79129)                 |
| 61. Frontenay-Rohan-Rohan (79130)      | 62. Germond-Rouvre (79133)                 | 63. Gournay-Loizé (79136)                        | 64. Granzay-Gript (79137)             |
| 65. Hanc (79140)                       | 66. Juillé (79142)                         | 67. Juscorps (79144)                             | 68. Lezay (79148)                     |
| 69. Limalonges (79150)                 | 70. Lorigné (79152)                        | 71. Loubigné (79153)                             | 72. Loubillé (79154)                  |
| 73. Luché-sur-Brioux (79158)           | 74. Lusseray (79160)                       | 75. Magné (79162)                                | 76. Mairé-Levescault (79163)          |
| 77. Maisonnay (79164)                  | 78. Marigny (79166)                        | 79. Mauzé-sur-le-Mignon (79170)                  | 80. Mazières-sur-Béronne (79173)      |
| 81. Melle (79174)                      | 82. Melleran (79175)                       | 83. Messé (79177)                                | 84. Montalembert (79180)              |
| 85. La Mothe-Saint-Héray (79184)       | 86. Mougon (79185)                         | 87. Nanteuil (79189)                             | 88. Niort (79191)                     |
| 89. Paizay-le-Chapt (79198)            | 90. Paizay-le-Tort (79199)                 | 91. Pamplie (79200)                              | 92. Pamproux (79201)                  |
| 93. Pers (79205)                       | 94. Pioussay (79211)                       | 95. Pliboux (79212)                              | 96. Pouffonds (79214)                 |
| 97. Prahecq (79216)                    | 98. Prailles (79217)                       | 99. Priaires (79219)                             | 100. Prin-Deyrançon (79220)           |
| 101. Prissé-la-Charrière (79078)       | 102. Puihardy (79223)                      | 103. Périgné (79204)                             | 104. La Rochénard (79229)             |
| 105. Rom (79230)                       | 106. Romans (79231)                        | 107. Saint-Christophe-sur-Roc (79241)            | 108. Saint-Coutant (79243)            |
| 109. Saint-Gelais (79249)              | 110. Saint-Georges-de-Rex (79254)          | 111. Saint-Génard (79251)                        | 112. Saint-Hilaire-la-Palud (79257)   |
| 113. Saint-Laurs (79263)               | 114. Saint-Léger-de-la-Martinière (79264)  | 115. Saint-Maixent-de-Beugné (79269)             | 116. Saint-Maixent-l'École (79270)    |
| 117. Saint-Martin-de-Bernegoue (79273) | 118. Saint-Martin-de-Saint-Maixent (79276) | 119. Saint-Martin-lès-Melle (79279)              | 120. Saint-Maxire (79281)             |
| 121. Saint-Médard (79282)              | 122. Saint-Pompain (79290)                 | 123. Saint-Romans-des-Champs (79294)             | 124. Saint-Romans-lès-Melle (79295)   |
| 125. Saint-Rémy (79293)                | 126. Saint-Symphorien (79298)              | 127. Saint-Vincent-la-Châtre (79301)             | 128. Saint-Étienne-la-Cigogne (79247) |
| 129. Sainte-Blandine (79240)           | 130. Sainte-Eanne (79246)                  | 131. Sainte-Néomaye (79283)                      | 132. Sainte-Ouenne (79284)            |
| 133. Sainte-Soline (79297)             | 134. Saivres (79302)                       | 135. Salles (79303)                              | 136. Sansais (79304)                  |
| 137. Sauzé-Vaussais (79307)            | 138. Sciecq (79308)                        | 139. Scillé (79309)                              | 140. Secondigné-sur-Belle (79310)     |
| 141. Sepvret (79313)                   | 142. Sompt (79314)                         | 143. Soudan (79316)                              | 144. Souvigné (79319)                 |
| 145. Surin (79320)                     | 146. Séligné (79312)                       | 147. Thorigny-sur-le-Mignon (79328)              | 148. Thorigné (79327)                 |
| 149. Tillou (79330)                    | 150. Usseau (79334)                        | 151. Vallans (79335)                             | 152. Le Vanneau-Irleau (79337)        |
| 153. Vanzay (79338)                    | 154. Vançais (79336)                       | 155. Vernoux-sur-Boutonne (79343)                | 156. Le Vert (79346)                  |
| 157. Villefollet (79348)               | 158. Villemain (79349)                     | 159. Villiers-en-Bois (79350)                    | 160. Villiers-en-Plaine (79351)       |
| 161. Villiers-sur-Chizé (79352)        | 162. Vitré (79353)                         | 163. Vouillé (79355)                             | 164. Xaintray (79357)                 |
| 165. Échiré (79109)                    | 166. Épannes (79112)                       |                                                  |                                       |